# إيبز سارجنت
إيبز سارجنت (بالإنجليزية: Epes Sargent) هو كاتب وصحفي وشاعر أمريكي، ولد في 24 سبتمبر 1813، وتوفي في 30 ديسمبر 1880 في بوسطن في الولايات المتحدة.

## وصلات خارجية
- إيبز سارجنت على موقع ميوزك برينز (الإنجليزية)